# Долина Мамерз
Долина Мамерз (англ. Mamers Vallis) — довгий звивистий каньйон на півночі Марса завдовжки близько 1000 км, що пролягає з кратерних нагір'їв Арабської Землі, від кратера Cerulli до низини Deuteronilus біля краю Великої Північної рівнини. Завширшки 25 км і завглибшки до 1,2 км. Mamers Vallis було названо 1976 року оскійським словом «Марс».

Найпоширеніша теорія стверджує, що каньйон, найімовірніше, утворила або вода, або лава, що текла з півдня на північ, чи навіть інша рідина. Згідно з цією теорією, смуги на дні долини вказують на можливі потоки льоду, якого було досить, щоб утворити каньйон. Долину Мамерз датовано ранньою Гесперійською добою, приблизно 3,8 мільярда років тому.

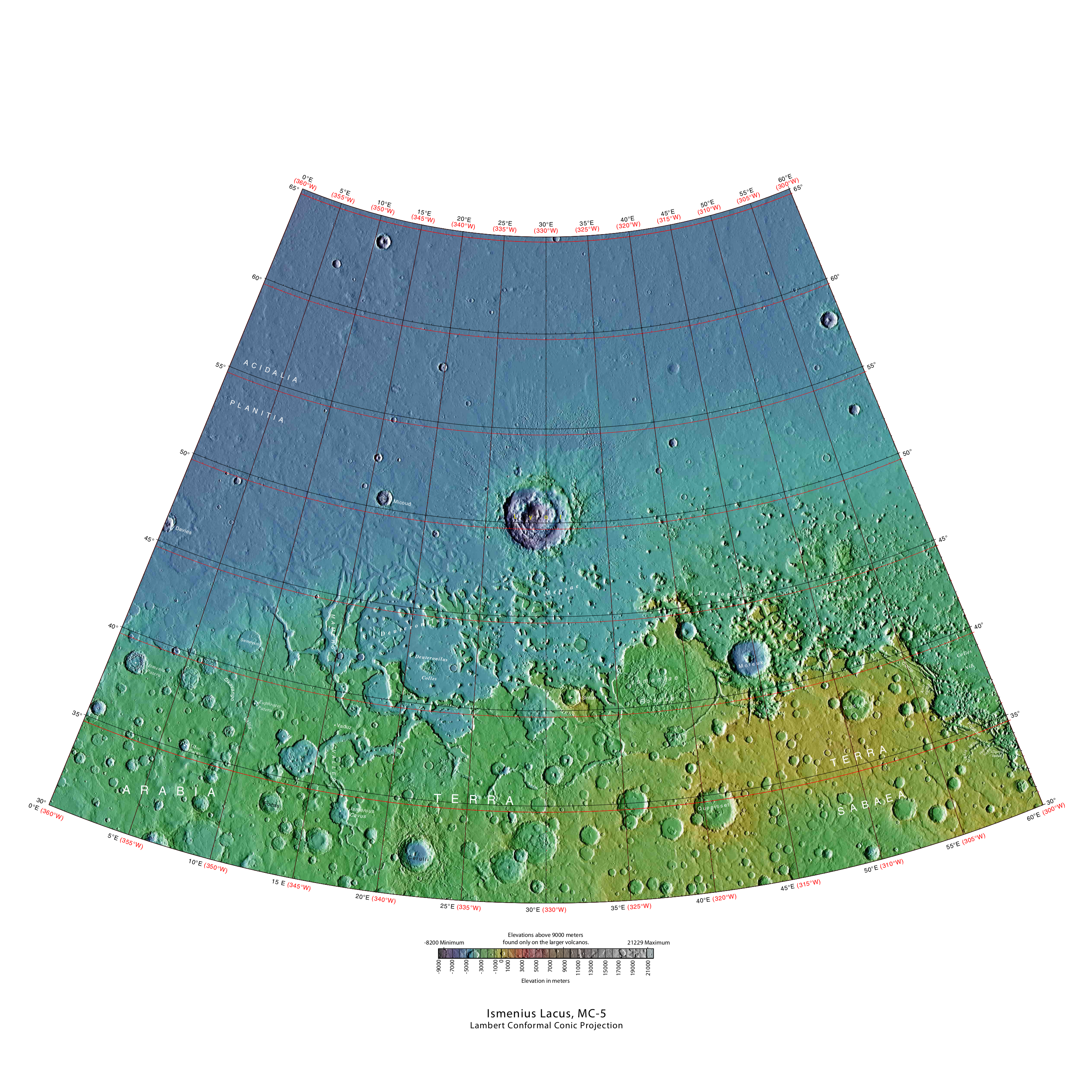
Топографічна мапа квадранґлу Lacus
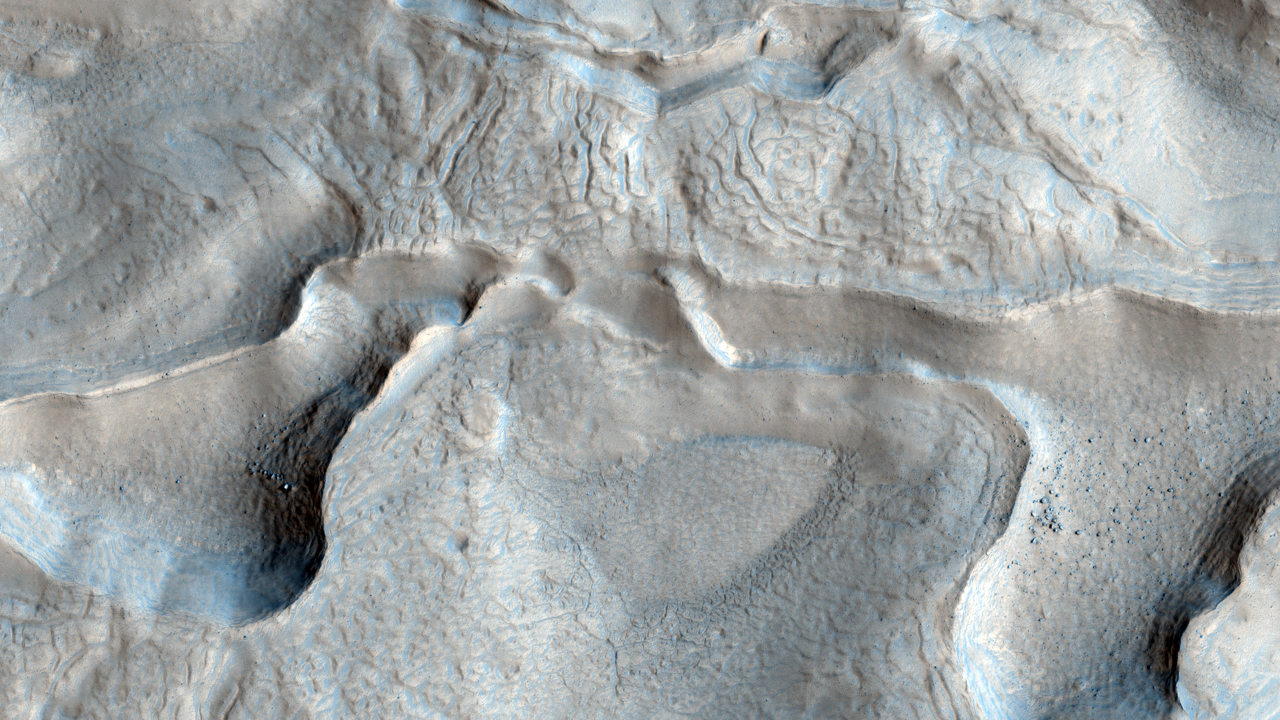
Особливості льодовикового потоку біля Mamers Valles. Схили й  пагорби закручені, імовірно, як наслідок повільного руху підземного льоду. Зверніть увагу на візерунковий ґрунт угорі. Ці текстури можуть бути результатом випаровування підземного льоду. Завширшки знімок приблизно в 1 кіломет
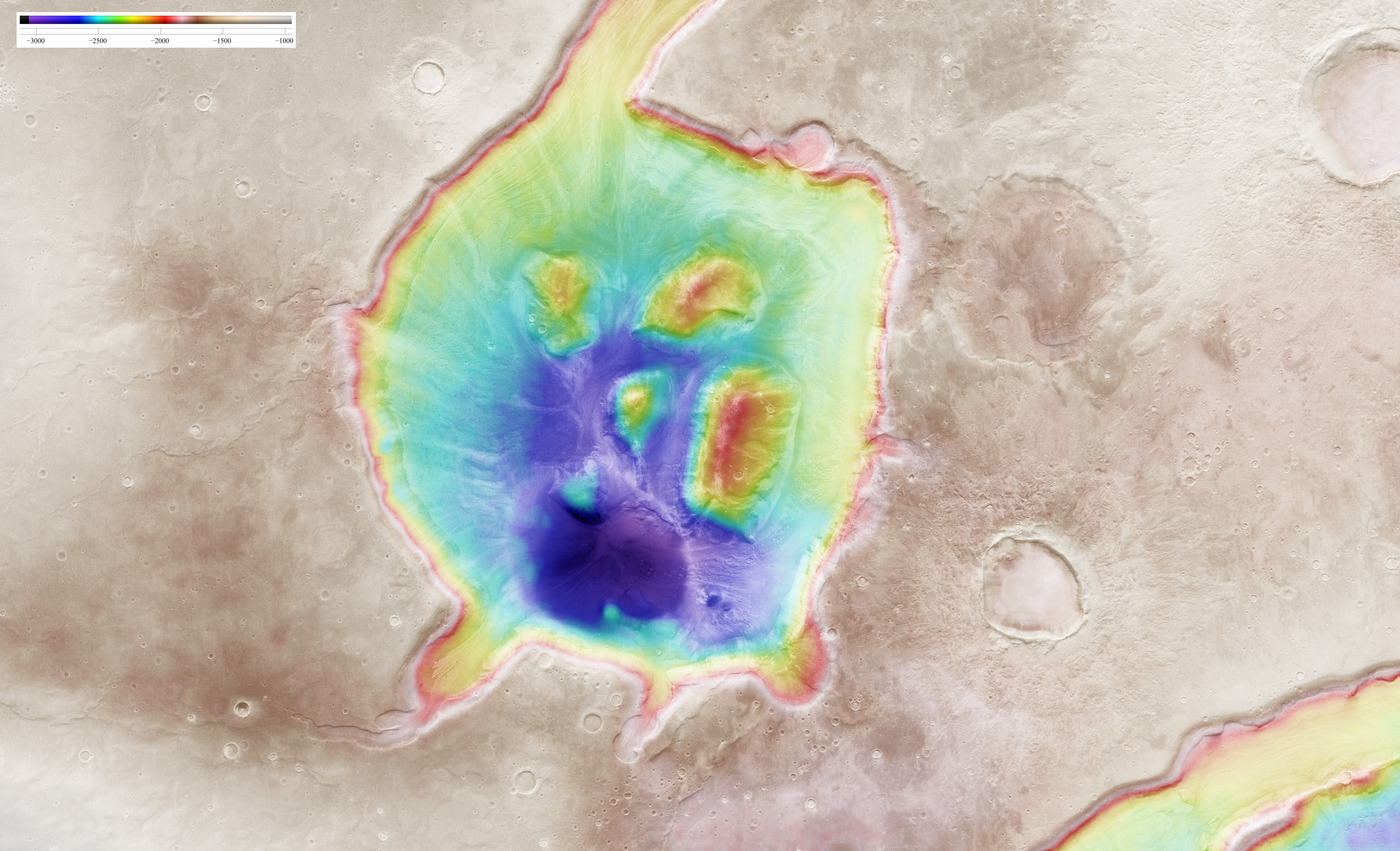
Кратер у кінці долини Мамерз
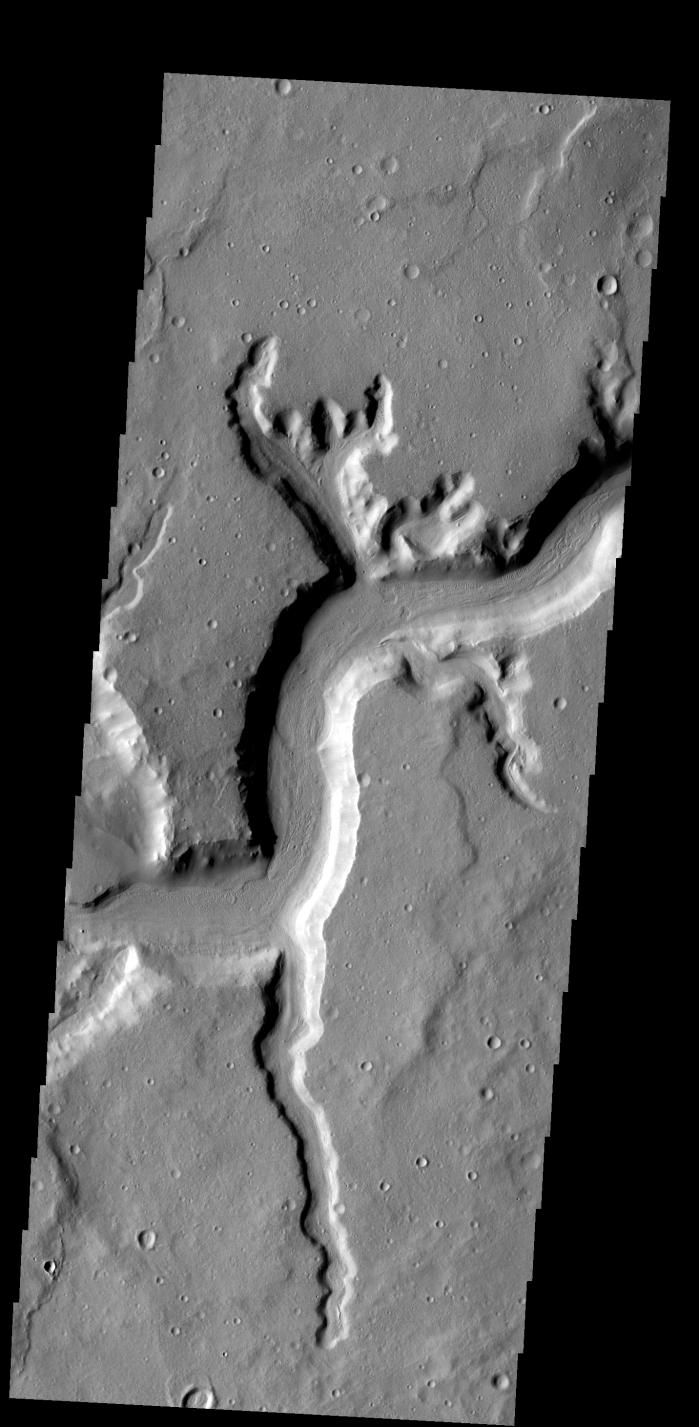
Долина Мамерз